# Église évangélique luthérienne de Rome

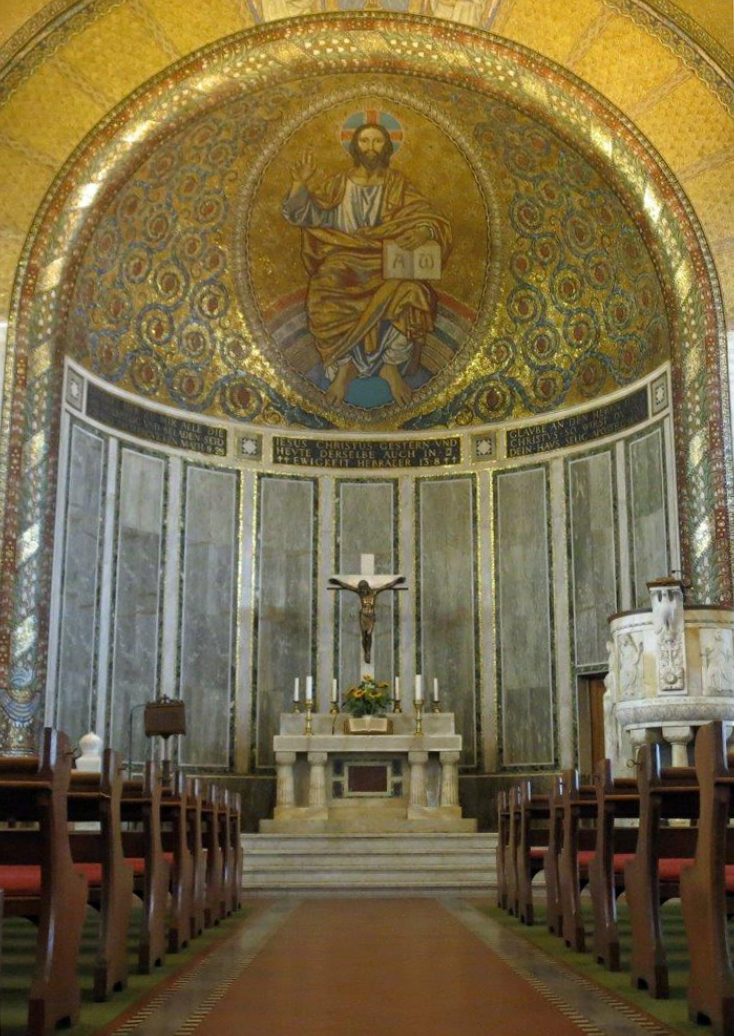
Intérieur de l'église : l'autel.

L'Église évangélique luthérienne de Rome, ou Christuskirche (« église du Christ »), est le principal lieu de culte luthérien de Rome. Elle est située dans le rione Ludovisi.

## Historique
L'église est construite entre 1910 et 1922, année de son ouverture au public. L'architecte de la cour du Kaiser Guillaume II, Franz Heinrich Schwechten, est à l'origine de sa conception architecturale. Les travaux de construction ont mis au jour, à 2,40 m de profondeur, la chaussée d'une route romaine de 4 m de large. Un obélisque romain de 13 m avait également été découvert à proximité au XIXe siècle : il appartenait aux jardins de Salluste, et se trouve aujourd'hui en face de l'église de la Trinité des Monts.
L'église a reçu la visite de trois papes : Jean-Paul II le 11 décembre 1983, Benoît XVI , le 14 mars 2010, et François le 15 novembre 2015.

## Description

### Extérieur
La façade de l'église, de style néo roman, est constituée de murs de pierre, et est flanquée de deux clochers de plan carré. Dans la partie inférieure de la façade s'ouvre un grand arc en plein cintre donnant sur un portique avec une voûte en berceau ; l'intérieur est accessible via deux portes placées sur les côtés par rapport à la porte centrale, précédée par les escaliers. Au-dessus du porche se trouvent trois statues en marbre représentant le Christ entouré de Saint Pierre (à gauche) et Saint Paul (à droite). Sept puits de lumière s'ouvrent dans la partie supérieure de la façade.
Les côtés de l'église sont dépourvus de décoration, avec des fenêtres sur deux ordres. Derrière l'église, s'élève le clocher, de plan carré.

### Intérieur
On entre dans l'église par l'intermédiaire d'un atrium qui lui donne une double entrée sur la salle de prière ; celle-ci est divisée en trois nefs, surmontées d'une galerie, qui se poursuit dans la contre-façade, formant un chœur. 
La nef centrale se termine avec l'abside semi-circulaire. Celle-ci présente une riche décoration en mosaïque représentant l'Arbre de la vie avec au centre, le Christ pantocrator. Les fonts baptismaux situés près du chœur, sont inspirés par ceux du Dómkirkjan de Reykjavik.

### Orgue à tuyaux
Le tuyau d'orgue Steinmeyer - opus 1515, construit en 1930, dispose de deux claviers de 61 notes et un Pédalier droit à 30 notes. 